# Castello d'Argile
Castello d'Argile là một đô thị ở tỉnh Bologna vùng Emilia-Romagna của Ý, có vị trí khoảng 20 km về phía bắc của Bologna. Tại thời điểm ngày 31 tháng 12 năm 2004, đô thị này có dân số 5.520 người và diện tích là 29.1 km².
Castello d'Argile giáp các đô thị sau: Argelato, Cento, Pieve di Cento, Sala Bolognese, San Giorgio di Piano, San Giovanni in Persiceto, San Pietro in Casale.